# Lophophor

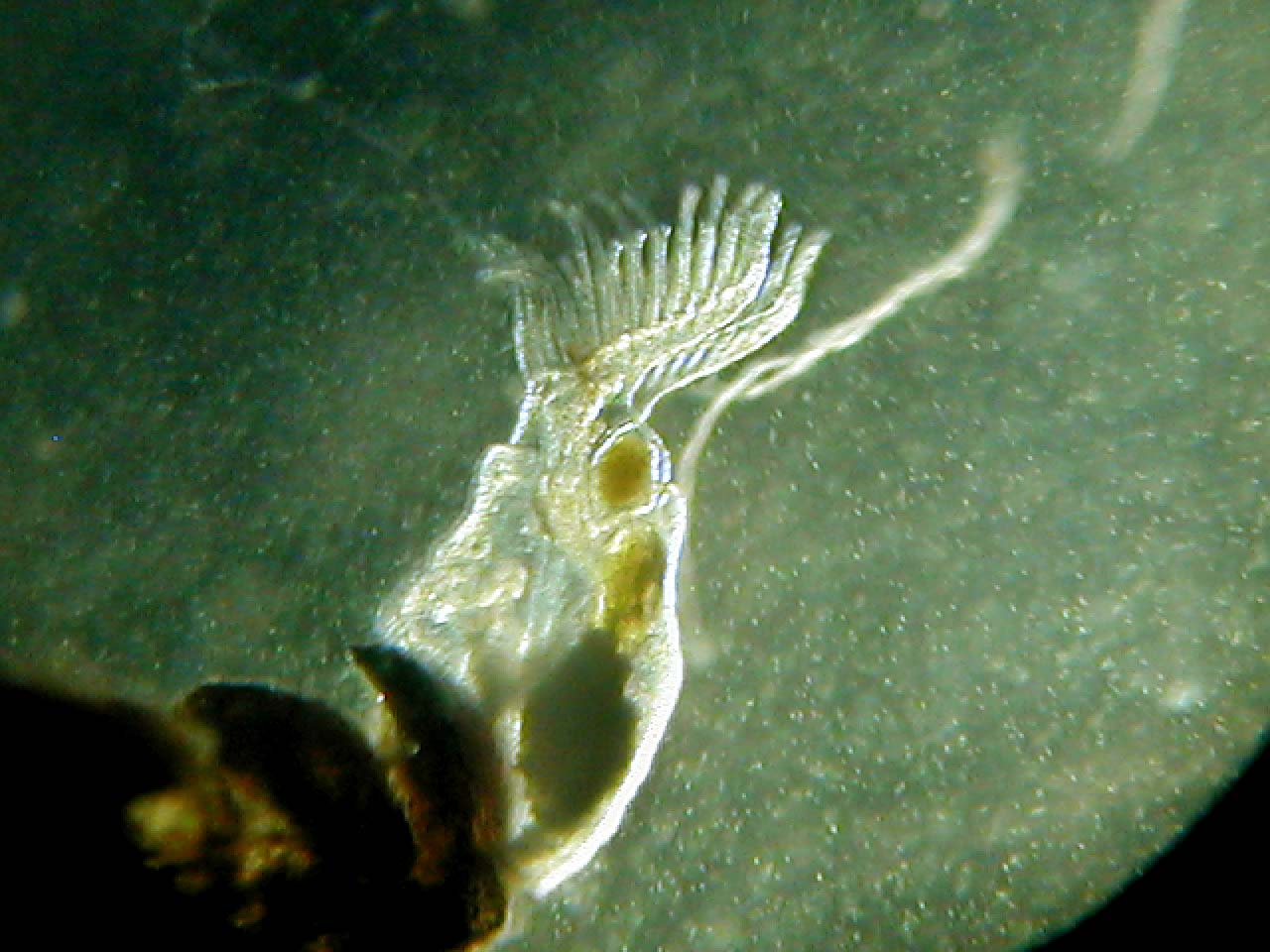
Bryozoe mit ausgebreitetem Lophophor

Lophophoren sind  tentakelbesetzte kranz- bzw. armartige Organe, die vor allem zum Ernährungsapparat gehören. Sie werden auch als Tentakelkranz bezeichnet. Lophophoren sind charakteristisch für die Organismengruppen der Brachiopoda, Bryozoa, Entoprocta und Phoronida. Lophophoren finden sich nur bei aquatischen Lebewesen. Das Lophophor ist ringförmig, hufeisenförmig oder auch spiralig angelegt. Durch synchronisierte Schlagmuster der Tentakel entsteht eine Wasserströmung, die Nahrungspartikel zum Mund führt. Der After ist bei ringförmiger Anlage des Lophophors stets außerhalb des Rings gelegen.
Tiere mit Lophophoren werden als Lophophoraten, zu Deutsch Kranzfühler (auch: Tentaculata), zusammengefasst, eine mittlerweile veraltete Klassifikation als Tierstamm. Ihre Vertreter werden nach der aktuellen Systematik zu den Lophotrochozoen gerechnet.

## Etymologie

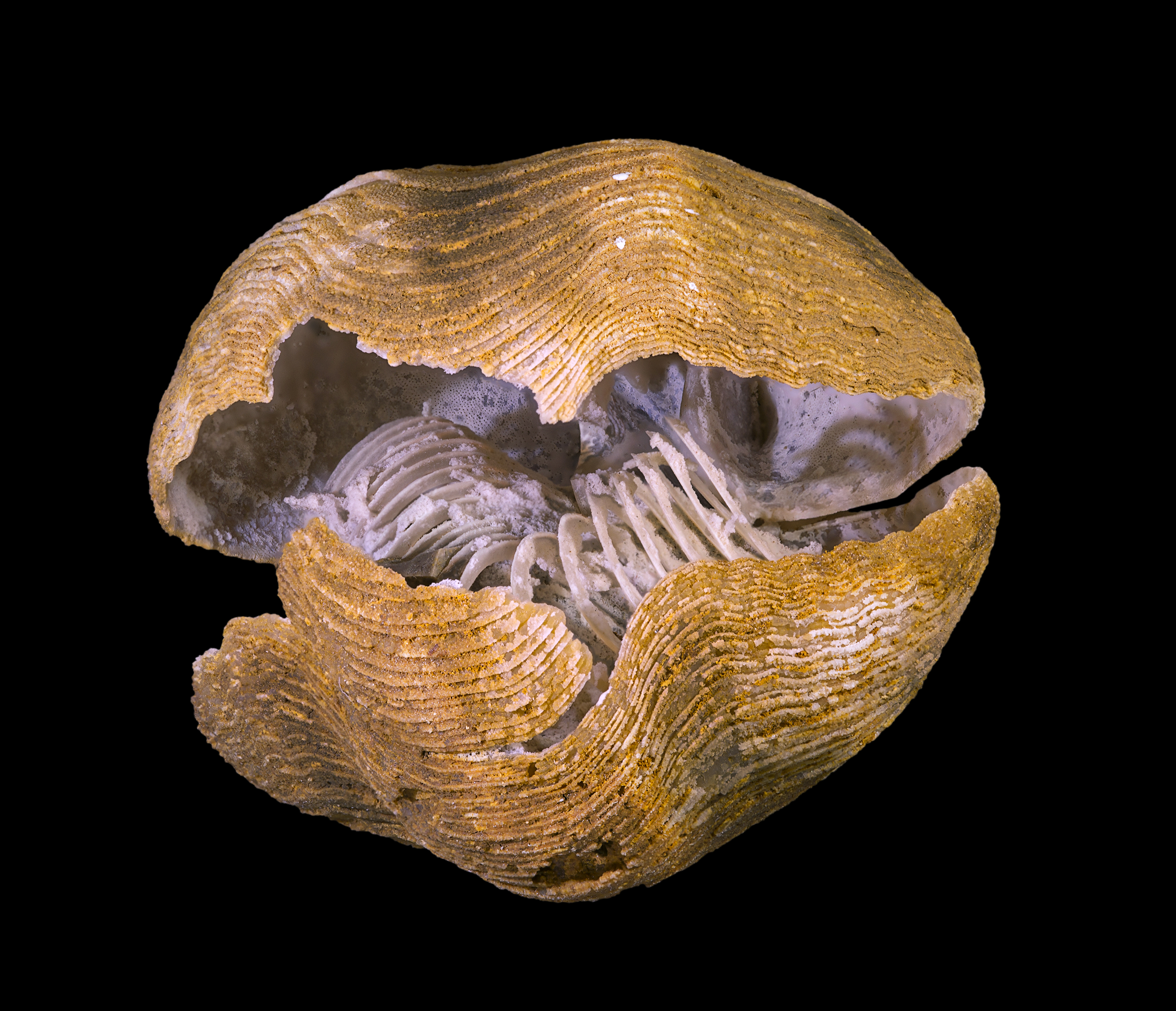
Armfüßer mit sichtbarem Lophophor

Lophophor ist abgeleitet von gr. lophos (Büschel, Helmbusch, Schopf) und -phor, -phoros (φορος) (Träger), eine Ableitung von phérein (φέρειν) (tragen); die Bedeutung ist demnach: Büschelträger.

## Belege
1. ↑  Archivierte Kopie (Memento des Originals vom 16. Dezember 2005 im Internet Archive)  Info: Der Archivlink wurde automatisch eingesetzt und noch nicht geprüft. Bitte prüfe Original- und Archivlink gemäß Anleitung und entferne dann diesen Hinweis. Siehe unter Moostierchen. Seite zuletzt besucht: 21. Dezember 2010.